# Pedilochilus brachypus
Pedilochilus brachypus är en orkidéart som beskrevs av Rudolf Schlechter. Pedilochilus brachypus ingår i släktet Pedilochilus och familjen orkidéer. Inga underarter finns listade i Catalogue of Life.